# Maureen Murphy
Maureen Elizabeth Murphy (Portland, 23 marzo 1939 – Lake Oswego, 22 gennaio 2019) è stata una nuotatrice statunitense.
Specializzata nel dorso, ha partecipato ai Giochi di Melbourne 1956, gareggiando nei 100 m dorso, conquistando il 5º posto.